# Farid Elias al-Khazen
Szejk Farid Elias al-Khazen – libański polityk i wykładowca uniwersytecki, katolik-maronita. Ukończył stosunki międzynarodowe na amerykańskim Johns Hopkins University. Od 1988 roku jest wykładowcą na Uniwersytecie Amerykańskim w Bejrucie. Wraz z innymi antysyryjskimi działaczami założył Zgromadzenie Kurnet Szehwan. W 2005 roku został deputowanym libańskiego parlamentu z ramienia Bloku Zmian i Reform, reprezentującym dystrykt Kasarwan. Ponownie wybrany w 2009 roku.
Zobacz też: Farid Hajkal al-Khazen